# Schloss Schmiedeberg

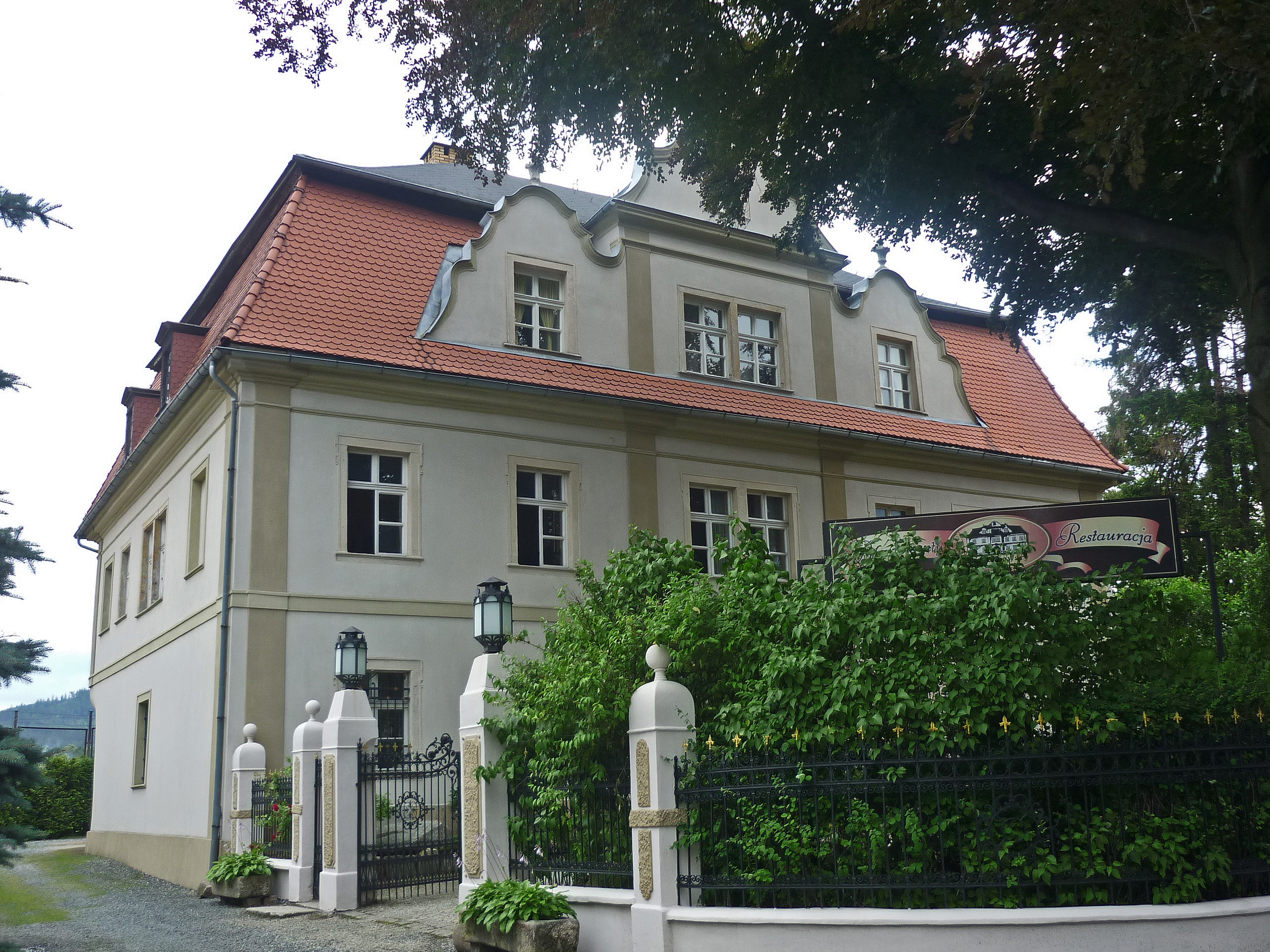
Schloss Schmiedeberg

Schloss Schmiedeberg (polnisch Pałac w Kowarach) ist ein Schloss in Kowary (Schmiedeberg), Woiwodschaft Niederschlesien.

## Geschichte
Das Schloss Schmiedeberg wurde von bürgerlichen Kaufherren vermutlich 1720 erbaut. Möglicherweise war das Schloss zeitweise in Besitz des Hirschberger Schleiermachers Christian Mentzel, worauf der Schlussstein über dem Portal hindeutet, der die Hausmarke Mentzels und die Initialen „CM“ trägt. Eine Zeichnung aus der Mitte des 18. Jahrhunderts zeigt die Rückseite des Schlosses, das ein hohes Mansarddach trägt, und ein Fabrikgebäude rechts davon. Auf dem Gelände hinter dem Schloss entstand 1804 eine Plüschfabrik, die ab 1856 Smyrnateppiche produzierte.
Nach der polnischen Übernahme der Region verfiel das Gebäude, bis ein deutsch-polnisches Ehepaar das Anwesen erwarb und restaurieren ließ. Auf dem Gelände der ehemaligen Teppichfabrik befindet sich heute ein Miniaturenpark, der Modelle zahlreicher schlesischer Schlösser zeigt.